# Lucien Suel
Lucien Suel est un poète, écrivain, traducteur et dessinateur français né en 1948 à Guarbecque (ou à Isbergues) dans les Flandres artésiennes.

## Biographie
Lucien Suel a édité, après Bernard Froidefond, son fondateur en 1971, plusieurs numéros de la revue The Starscrewer consacrée à la poésie de la Beat generation et ensuite, Moue de Veau, magazine dada punk. Il anime les éditions Station Underground d'Émerveillement Littéraire et le blog littéraire Silo.
Il pratique les performances poétiques et la poésie sonore (notamment avec le groupe de rock Potchük et au sein de Cheval23, duo musique, poésie). Ses œuvres imprimées utilisent une large gamme de procédés formels, cut-up, "coulées verbales" de beat-poetry, formes arithmogrammatiques (poèmes composés de lignes à nombre de caractères typographiques égal — le « vers justifié », dont il est l'inventeur —, croissant, ou décroissant), caviardage (ses poèmes express). Il copublie fréquemment avec des dessinateurs et photographes, dont sa femme Josiane Suel. Un nombre considérable de ses textes sont parus en revues, notamment dans La Poire d'angoisse, L'invention de la Picardie, Le Jardin Ouvrier, etc. C'est par ailleurs un pratiquant de l'art postal. Il pratique également la poésie en langue picarde.
Il a publié quatre romans : Mort d'un jardinier, La Patience de Mauricette et Blanche étincelle, aux Éditions de la Table ronde et Angèle ou Le Syndrome de la wassingue, aux Éditions Cours toujours.
Il est invité d'honneur de l’Oulipo en 2004.
En 2018, il reçoit le prix de la revue Nunc pour Ni bruit ni fureur.

## Publications

### Livres
- Le Mastaba d'Augustin Lesage (extraits), Roubaix, Brandes, 1992 ; deuxième édition, Lewarde, Centre Historique Minier, 1995 ; 3e édition, complète et définitive, S.U.E.L., Berguette, 1996.  (ISBN 978-2-909834-25-2). Nouvelle édition, La Tiremande, S.U.E.L., 2005.  (ISBN 978-2-909834-40-5).
- Chapelet, Béthune, Ecbolade éditions, 1996.
- Théorie des orages, La Souterraine, coll. « La Main Courante », 1998.  (ISBN 978-2-905280-92-3).
- La Justification de l'abbé Lemire, poème. - Gennevilliers : Éditions Mihàly, 1998.  (ISBN 978-2-909900-11-7) ; republié en feuilleton sur le site Poezibao, 2012[4]. Rééd. Boucq (Meurthe-et-Moselle) : Faï Fioc, 2020. -  (ISBN 9782374270425).
- Visions d'un jardin ordinaire (photos de Josiane Suel), Hazebrouck, Marais du Livre, 2000.  (ISBN 978-2-914327-00-8).
- L'envers du confort, Montigny-lès-Metz, Voix éditions, coll. « Vents contraires », 2001.
- Une simple formalité (avec Sylvie Granotier), Hazebrouck, Marais du Livre, 2001.  (ISBN 2-91432-702-1).
- Canal Mémoire, Hazebrouck, Marais du Livre, 2004.  (ISBN 2-91432-707-2).
- La formule (avec Stéphane Benault), livre d'artiste, Lille, Éditions Berline-Hubert-Vortex, 2005.
- Transport visage découvert, Limoges, Dernier Télégramme, coll. « Longs courriers », 2006.  (ISBN 2-95241-514-5)
- Poèmes express, Redfoxpress, collection « C’est mon Dada », 2007.
- Les terrils, ombre et clarté (avec Patrick Devresse), Éditions du Centre Historique Minier, Lewarde, 2007.  (ISBN 978-2-915507-01-0) (BNF 41182942)
- Sombre Ducasse (voir la Station Underground d'Émerveillement Littéraire), Troisième édition, le Mort-qui-trompe, Nancy, 2007.  (ISBN 978-2-9165020-3-8) (BNF 41125638).
- Mort d'un jardinier, Paris, La Table Ronde, 2008  (ISBN 978-2710330929)[5]
- Photoromans (photos de Patrick Devresse), Husson Éditeur, 2008.
- Nous ne sommes pas morts, (en collaboration avec la plasticienne Hélène Leflaive), Dernier Télégramme, collection Correspondances, 2008.
- La patience de Mauricette, Paris, La Table Ronde, 2009  (ISBN 978-2710331445)[6]
- D'azur et d'acier, Lille, Éditions La Contre Allée, 2010  (ISBN 978-2917817063)
- Journal du Blosne, Rennes, Éditions Apogée, 2010  (ISBN 978-2843983696)
- Jules-Alexis Muenier, la Retraite de l’aumônier, Éditions Invenit, 2011
- Blanche étincelle, Paris, La Table Ronde, 2012  (ISBN 978-2710369011)[7],[8]
- Petite Ourse de la Pauvreté, Dernier Télégramme, 2012.
- Flacons, flasques, fioles..., Mugron, 2013, Éditions Louise Bottu  (ISBN 979-10-92723-03-8)
- L'avis des veaux, 2013, Éditions L'Âne qui butine
- Je suis debout, Paris, La Contre Allée, 2014  (ISBN 978-2-7103-7079-6)
- Les aventures de la limace à tête de chat, dessins, Téètras Magic, 2014.
- Le Lapin mystique, Lille, Éditions La Contre allée, 2014  (ISBN 9782917817254)
- Poèmes à dessiner et à colorier, éditions Copirate, coll. « Petit Va », 2015.
- A la recherche du taon perdu, dessins, Téètras Magic, 2016 [9]
- Ni bruit ni fureur, poésie, Paris, La Table Ronde, 2017.
- Angèle ou le Syndrome de la wassingue, roman, Éditions Cours toujours, coll. « La vie rêvée des choses », 2017.
- Ourson les neiges d'antan ?, poèmes illustrés par William Brown, Nérac, éditions Pierre Mainard, coll. « Hors Sentiers », 2019.
- La justification de l’Abbé Lemire, éditions Faï fioc, 2020  (ISBN 978-2-37427-042-5)[10],[11]
- Arithmomania (anthologie de poésie), Limoges, Dernier Télégramme, 2021, 218 p.  (ISBN 9791097146382).
- Rivière (roman), Epaux-Bézu (Aisne), Cours toujours, 2022, 130 p.  (ISBN 9791091750066)[12],[13]

### Poèmes en picard
- Patismit (trad. français, anglais + version en picard d'Ivar Ch'Vavar + CD), collection « Échos », Dernier Télégramme, 2008.
- Amouji / Amougies (Captain Beefheart au Festival d'Amougies en version picarde, française et picarde en vers justifiés), Le Moulin des Loups supplément numéro 3, « collection de l'Orchestrophone », Sur le chemin d'Arthur, décembre 2014 / janvier 2015.
- D'ù qui sont chés viaux ? / Où sont les veaux ?, poèmes et textes en picard, Éditions de la Librairie du Labyrinthe, février 2019,
- Ch’Captain Beefheart et pi sin Magic Band, collection troglodyte, éd. L'Âne qui butine

### Publications en ligne
- Poussière (avec Josiane Suel, photographe), livre numérique, éditions Publie-net, 2008.
- Coupe carotte, essai, livre numérique, éditions Publie-net, 2008.
- Théorie des orages, livre numérique, collection Temps réel, éditions Publie.net, 2011.
- Sombre ducasse, Livre numérique, Éditions QazaQ, 2015.
- Dérives et délires dans l’espace-temps, Livre numérique, Éditions QazaQ, 2015.
- Express, Éditions QazaQ, Livre numérique, 2015.
- Ourson les neiges d’antan ? Livre numérique, Éditions QazaQ, 2016.

### À la Station Underground d'Émerveillement Littéraire (S.U.E.L.)
- Sombre Ducasse, Station Underground d'Émerveillement Littéraire, Berguette, 1988.  (ISBN 2-90983-400-X et 2-90983-408-5). Deuxième édition, Berguette, 1993.  (ISBN 2-90983-409-3). Troisième édition voir "Livres".
- Memento Matamore, S.U.E.L. éd., Berguette, 1988.  (ISBN 2-90983-401-8). Deuxième édition bilingue français-néerlandais, Berguette, 1996.  (ISBN 2-90983-424-7).
- Croquis Gnôlés, Deleted Éd. & S.U.E.L. éd., Lyon / Berguette, 1988. 2e édition, Berguette, 1995.  (ISBN 2-90983-420-4).
- Les dérivées, S.U.E.L., Berguette, 1992.  (ISBN 2-90983-403-4). 2e édition, Berguette, 1995.  (ISBN 2-90983-418-2). 3e édition, La Tiremande, 2004.  (ISBN 2-90983-435-2).
- Nœuds (avec des illustrations de Sara Joyce), S.U.E.L., Berguette, 1992.  (ISBN 2-90983-404-2).
- Sans espoir de retour du courrier (avec A. Michel), S.U.E.L., Berguette, 1995.  (ISBN 2-90983-421-2). Nouvelle édition, S.U.E.L., La Tiremande, 2005.  (ISBN 2-90983-422-0).
- Propylée de glace, S.U.E.L., Berguette, 1993.  (ISBN 2-90983-405-0).
- Colonnes dénudées, S.U.E.L., Berguette, 1994.  (ISBN 2-90983-414-X).
- 10 poèmes/poems, Édition bilingue français-anglais avec des illustrations de William Brown. Station Underground d'Émerveillement Littéraire, Berguette, 1995.  (ISBN 2-90983-417-4).
- Le lapin mystique, S.U.E.L. éd., Isbergues, 1996.  (ISBN 2-90983-430-1).
- Le nouveau bestiaire (avec des gravures de William Brown), Édition bilingue français-anglais, S.U.E.L., Isbergues, 1997.  (ISBN 2-90983-431-X).
- La limace à tête de chat (dessins), S.U.E.L., La Tiremande, 2004.

### Autres publications (plaquettes, tirages limités, collection)
- Guess who ? Devinez qui ? Coll. Dix de Der, Michel Champendal éd., Rouen, 1984.
- Les filles de papier, Coll. La Poire d'Angoisse, Didier Moulinier, éd., Périgueux, 1986.
- Moteur : Epouillage (journal de voyage 1979-1986), Coll. La Duc d'Aumale, J.M. Baillieu, éd., Paris, 1986.
- Rêver, Suel. Coll. La Poire d'Angoisse, Didier Moulinier, éd., Périgueux, 1986.
- 2.3 souvenirs de lecture, Coll. Tuyau, Didier Moulinier, éd., Périgueux, 1987.
- Dernière Neige, Coll. Plis no 34. Le Dépli Amoureux éd., Lompret, 1987.
- Éternelle Rafale, Coll. Plis no 49. Lompret, 1987.
- 10 textes pour 10 dessins de Piotr Aakoun, Peter Moreels éd., Tournai, Belgique, 1989.
- 77 poèmes express, Coll. Cordialité de la Rouille, Sébastien Morlighem éd., Formerie, 1990.
- Tamponnages, Coll.S2L'ART?, Sébastien Morlighem éd., Formerie, 1990. 2e édition, Berguette, 1993.  (ISBN 2-90983-406-9).
- Prose du Ver (illustrations de D. Leblanc), Collection Histoires grotesques no 9, Lune Prod. éd, Paillart, 1991. Deuxième édition, S.U.E.L. éd., 1996.  (ISBN 2-90983-429-8).
- Tout Partout, Studio Veracx, Berck-sur-Mer, 1992. Deuxième édition, Station Underground d'Émerveillement Littéraire, Berguette, 1995.  (ISBN 2-90983-419-0).
- Aciérie, grange et charcuterie, Édition bilingue français-anglais avec trois gravures de William Brown, Berguette / Bridgend (Pays de Galles), 1995 (édition limitée),
- Ronde, Bilingue français-anglais avec gravure de William Brown. Berguette / Bridgend, 1995 (éd. limitée),
- Ruminations (avec 5 pastels de Thierry Lambert), Berguette / Saint-Hilaire du Rosier, 1996 (édition limitée)
- Eurydice (avec trois gravures de William Brown), Berguette / Bridgend, 1996 (édition limitée),
- Lulu (dessins), VR/SO éditions, Chatenay, 1997.
- Texte caché (avec des illustrations de Pascal Ulrich), Vincent Courtois éd., Lyon, 1998.
- Sous-bois standard (les idiots), Éditions de l'Attente, collection Week-end, Bordeaux, 1999.
- Têtes de porcs, moues de veaux (photos de P. Roy), Éd. Pierre Mainard, Bordeaux, 1999.  (ISBN 2-91375-101-6).
- Semailles, Éditions Sansonnet, Coll. Récits d'ici, Lille, 2000.
- Les coups, Éditions de l'Attente, collection Week-end, Bordeaux, 2001.
- 20 poèmes express, Collection PoésiExpress. Limoges, 2001.
- De dood in duplicaat voor Cosmik Galata, Éd. Leskimo de Zierikzee, Noordgouwe, Pays-Bas, 2001.
- Coupe Carotte, Derrière la salle de bains, Rouen, 2002.
- L'Ankou-Loup (avec des dessins de William Brown), W. Brown éd, Llangynwyd, Pays de Galles, 2002.
- Lettre T., Éditions de l'Attente, collection Vademecum, Bordeaux, 2003.
- Ultime arithmogramme pour Ch'Vavar, Éditions de l'Agneau, collection Poème du Jour, Saint-Quentin de Caplong, 2003.
- Regarde un jardin, Éditions du Silence, La Croix-Comtesse, 2003.
- Duodâne (avec Christoph Bruneel), L'Âne qui butine, Mouscron, 2004.
- Les griffes, Livre d'artiste avec Jean-Pierre Thomas, collection Éventail Mallarmé, Samoreau 2005.
- Les dents, Livre d'artiste avec Jean-Pierre Thomas, collection Éventail Mallarmé, Samoreau 2005.
- Le monde libre, Livre d'artiste avec Jean-Pierre Thomas, collection Éventail Mallarmé, Samoreau 2005.
- Poèmes marcottés des quatre saisons, Éditions Contre-allées, Montluçon, 2005.  (ISBN 2-95194-994-4)
- Un trou dans le monde, Aux éditions Pierre Mainard, Nérac, 2006.  (ISBN 2-91375-127-X)
- Haïkus d’Hannibal (avec William Brown), Bridgend, Wales, 2006. (édition limitée)
- Zoographie, Les éditions du soir au matin, collection timbrée, Merville, 2007.  (ISBN 978-2-916042-04-6) (BNF 40969490)
- N'est-ce-pas ? (N'est-ce-point ici un pamphlet de Lucien Suel ?), Éditions L'Âne qui butine, collection Pamphlet, Mouscron, 2007. (édition limitée, 44 ex.)
- Itinéraires Bis, Livre d'artiste avec Jean-Pierre Thomas. Samoreau, La Tiremande, 2007. Édition limitée à 2 exemplaires.
- 18° à Paris 18° à Marseille 36° à Parseille, (dessins), Éditions de la Vachette alternative, collection 8pA6, Suisse, 2008.
- Le sang du don, Derrière la salle de bains, Rouen, 2008.
- Poèmes vi(suel)s, Éditions de la Vachette alternative, collection 8pA6, Suisse, 2009.
- Spicilège septique, Éditions de la Vachette alternative, collection 8pA6, Suisse, 2009.

### Anthologie personnelle
- Morceaux Choisis, Les Contemporains, Périgueux, 1991.  (ISBN 2-909140-00-8).

### Collectif
- Histoires anéanties, Vermifuge, 2017
- Omajajari, Ouvrage collectif, Éditions Cynthia 3000, 2007.
- À chacun sa place, Collectif. (éditions) La Contre Allée, Coll. Un singulier pluriel, 2008

## Édition
- Anthologie de la poésie visuelle Nord-Américaine, S.U.E.L., Berguette, 1990.  (ISBN 2-90983-402-6). 2e édition avec préface de H. Polkinhorn & après-propos de G. Huth, Berguette, 1994.  (ISBN 2-90983-415-8).